# Ironsword: Wizards and Warriors II
Ironsword: Wizards and Warriors II est un jeu vidéo de plates-formes développé par Zippo Games et publié sur Nintendo Entertainment System par Acclaim Entertainment en décembre 1989 en Amérique du Nord et en mars 1991 en Europe. Il fait suite à Wizards and Warriors, publié en 1987, dont il reprend les personnages et l’univers. Dans le jeu, le joueur incarne le guerrier Kuros dans sa quête pour vaincre le sorcier démoniaque Malkil. Pour cela, Kuros doit retrouver et assembler les pièces d’une épée magique, la "IronSword". Le jeu a été développé par le fondateur du studio Zippo Games, Ste Pickford, et est le premier jeu que ce dernier développe pour la NES. Pour cela il est assisté par Steve Hughes et David Wise qui a composé la musique du jeu et créé ses effets sonores. À sa sortie, le jeu est très bien accueilli par la presse spécialisée qui salue ses graphismes, ses effets sonores, le niveau de détail des personnages et son système de jeu. Il se vend ainsi à 500 000 exemplaires en Amérique du Nord et à 50 000 exemplaires en Europe. Son succès conduit Zippo Games à développer d’autres jeux pour Rare sur NES dont Solar Jetman: Hunt for the Golden Warpship et Wizards & Warriors III: Kuros: Visions of Power .

## Accueil
| Ironsword: Wizards and Warriors II |      |        |
| Média                              | Pays | Notes  |
| Electronic Gaming Monthly          | US   | 7.5/10 |
| Mean Machines                      | US   | 77%    |